# Шалако (фильм)
«Шалако» (англ. Shalako) — вестерн 1968 года по роману Луиса Ламура, режиссёра Эдварда Дмитрыка. В главных ролях снялись Шон Коннери, Брижит Бардо и Стивен Бойд.

## Сюжет
Компания европейских аристократов приезжает на охоту в Соединённые Штаты, неосторожно проникнув на территорию апачей. Французская графиня Ирина Лазаар (Брижит Бардо), отделившаяся от группы, сталкивается с индейцами, но её успевает спасти Шалако (Шон Коннери). Несмотря на предупреждения графини, самоуверенные охотники упорно отказываются покидать чужую территорию. И когда на лагерь их нападает отряд краснокожих, опытному Шалако приходится возглавить оборону…

## В ролях
| Актёр           | Роль                          |
| --------------- | ----------------------------- |
| Шон Коннери     | Мозес Зебулон «Шалако» Карлин |
| Брижит Бардо    | графиня Ирина Лазаар          |
| Стивен Бойд     | Фултон                        |
| Джек Хокинс     | Чарльз Даггетт                |
| Питер ван Эйк   | барон Фредерик фон Холлстет   |
| Александер Нокс | сэр Генри Кларк               |
| Онор Блэкман    | леди Джулия Даггетт           |
| Валери Френч    | Елена Кларк                   |
| Эрик Сайкс      | Мако                          |
| Вуди Строуд     | вождь апачей Чато             |